# Revuelta de Brunéi
Se conoce por revuelta de Brunéi a un levantamiento del pueblo de Brunéi contra el Sultán de Brunéi que tuvo lugar el 8 de diciembre de 1962. Fue liderada por Azahari, cabeza del partido Rayaart o Rakyat (Partido Popular), quien declaró contar con el apoyo del sultán Omar Ali Saifuddien III, afirmación al parecer falsa. Durante la revolución Azahari se refugió en las Filipinas, país instigador de la misma; la razón es que Filipinas reclamaba parte del norte de Borneo, territorio histórico del imperio español, y por tanto era contraria a que esta región quedara integrada en Malasia.
La revuelta estalló cuando el sultán Omar aceptó fundir Brunéi con la Federación de Malasia, que entonces controlaba también Singapur. El Rayaart, que tenía 16 de los 33 diputados de la cámara legislativa, no estuvo de acuerdo, pues su intención eran crear un nuevo Estado junto con las provincias malayas de Sabah y Sarawak, escindido de la península de Malaca. La revuelta subsiguiente, motivada por este partido y de índole popular, obtuvo apoyo de los gobiernos anticolonialistas de Singapur e Indonesia.
Grupos armados bajo el nombre de Ejército Nacional del Norte de Borneo se apoderaron de la ciudad de Seria, en la zona occidental del territorio y de la localidad fronteriza de Kuala Belait, amén de otros puntos en la zona, incluyendo importantes zonas petrolíferas. Se calcula que agrupaban unos 4000 hombres de los cuales apenas un millar estaban correctamente armados. 
Tropas británicas actuaron inmediatamente y de forma contundente. Desde Singapur recibieron por vía aérea refuerzos, pasaron a la ofensiva y el día 10 recuperaron Seria. Para 14 de diciembre ya se había sofocado la rebelión al tomarse los últimos reductos rebeldes. Aún pequeños grupos protagonizaron algunos incidentes hasta mayo de 1963. En total se calculan en unos 50 los rebeldes muertos mientras las tropas británicas perdieron un soldado gurka y cinco comandos de la Marina durante una operación de rescate de europeos que habían sido tomados como rehenes en el río Limbang. Así mismo varias decenas de británicos fueron heridos y hubo cientos de prisioneros.
Los líderes rebeldes fueron condenados y el Rayaart disuelto; no obstante el sultán Omar decidió no integrar Brunéi en Malasia. Éste había sido uno de los principales objetivos perseguido por los rebeldes, junto con la participación popular en la administración y el fin del poder autocrático. La decisión no fue consecuencia directa de la revuelta, sino que tuvo que ver con las condiciones del tratado, que estipulaba un menor poder para el sultán y el compartir los recursos petroleros del país.
Por último, la revuelta fue una de las causas de una confrontación futura entre Indonesia y Malasia, pues habiendo hecho pensar al gobierno indonesio, liderado por Achmed Sukarno, que la creación de la Federación de Malasia era impopular, éste abrigó la intención de adherir toda la isla de Borneo a su país.